# Die braune Falle
Die braune Falle – Eine rechtsextremistische „Karriere“ war eine Wanderausstellung des Bundesamtes für Verfassungsschutz. Sie beschrieb die fiktive Geschichte des Mario S., der in die rechtsextreme Szene abdriftet und erst merkt, dass dieser Weg der falsche ist, als seine Kameraden und er einen fast zu Tode geprügelten Ausländer in der Gosse liegen lassen.
Die Ausstellung zeigte unter anderem beschlagnahmte Gegenstände wie z. B. Bücher, CDs, Waffen und Nazi-Memorabilien. Durch kurze Filme an den verschiedenen Stationen wurde anschaulich gemacht, was der mutmaßliche Alltag in einer rechtsextremen Kameradschaft ist.
2015 verzeichnete die Ausstellung laut Verfassungsschutzbericht gemeinsam mit zwei anderen Wanderausstellungen des BfV eine rückläufige Besucherzahl von etwa 64.000. Im Verfassungsschutzbericht 2016 wird sie nicht mehr erwähnt.